# Менифилд, Алонзо
Алонзо Теодоро Менифилд (англ. Alonzo Theodoro Menifield; род. 18 октября 1987, Лос-Анджелес, Калифорния, США) - американский боец смешанных единоборств в настоящее время выступающий в полутяжёлом и тяжёлом весах в UFC. Профессионал с 2015 года, он также выступал в Bellator и LFA.  Занимает 15 строчку официального рейтинга UFC в полутяжёлом весе.

## Ранние годы
Менифилд родился в Лос-Анджелесе. После смерти отца мать воспитывала его и его брата до 14 лет, пока мальчики не были отданы в приёмную семью. Алонзо сменил 12 приёмных семей. Менифилд учился в Canyon High School всего два года, но окончил её и преуспел в американском футболе. Алонзо продолжил свою футбольную карьеру в Колледже Глендейла, где он в первую очередь играл на позиции лайнбекера и на втором курсе получил «почётное упоминание в сборной всей Америки» (англ. Honorable Mention All-American), а также был членом команды по лёгкой атлетике. После первых двух сезонов в Глендейле Менифилд получил стипендию в Техасском университете A&M в Коммерсе, где он окончил факультет уголовного правосудия. Позже Менифилд профессионально играл в футбол в CFL и Arena Football League.

## Карьера в смешанных единоборствах

### Ранняя карьера
Менифилд дебютировал в ММА в тяжелом весе против Зака Росола 20 ноября 2015 года на Bellator 146. Он выиграл бой техническим нокаутом в первом раунде.
Затем Менифилд перешёл в полутяжёлый вес и выиграл свои следующие два боя нокаутом и техническим нокаутом, соответственно, прежде получил приглашение участвовать в претендентской серии Дэйны Уайта.

### Dana White's Contender Series
Менифилд встретился с ветераном UFC Дэниелом Джолли 25 июля 2017 года на турнире Dana White's Contender Series 3. Он выиграл бой техническим нокаутом в конце первого раунда из-за травмы глаза соперника, но не смог заключить контракт с UFC.
Менифилду был предоставлен второй шанс против Дэшона Ботрайта 16 июня 2018 года на турнире Dana White's Contender Series 9. Он победил техническим нокаутом в течение первых 8 секунд первого раунда и был получил контракт с UFC.

### Ultimate Fighting Championship
Менифилд дебютировал в UFC 19 января 2019 года против Винисиуса Морейры на UFC Fight Night 143. Он выиграл бой техническим нокаутом в первом раунде.
Алонзо дрался с Полом Крейгом 29 июня 2019 года на UFC on ESPN 3. Менифилд выиграл бой нокаутом в первом раунде. Эта победа принесла ему премию «Выступление вечера».
Менифилд встретился с Девином Кларком 6 июня 2020 года на UFC 250. Алонзо проиграл бой единогласным решением судей.
Менифилд должен был встретиться с Овинсом Сент-Прё 22 августа 2020 года на UFC on ESPN 15. Всего за несколько часов до начала боя было объявлено, что он отменен из-за положительного теста Сен-Прё на COVID-19. В конечном счёте бой состоялся 5 сентября 2020 года на турнире UFC Fight Night 176. Менифилд проиграл бой нокаутом во втором раунде.
Ожидалось, что Менифилд встретится с Уильямом Найтом 27 февраля 2021 года на турнире UFC Fight Night 186. Однако за неделю до боя, он был отложен после того как Менифилд сдал положительный тест на COVID-19. Ожидалось, что бой будет перенесен на UFC 260. Но в этот раз Найт из-за COVID-19 был заменён новичком промоушена Фабио Черантом. На взвешивании Черант весил 206,5 фунтов, что на полфунта больше лимита для нетитульного боя в полутяжёлом весе. Бой проходил в промежуточном весе, а Черант был оштрафован на 20% от индивидуального гонорара и они переходили Менифилду. Алонзо выиграл бой удушающим приёмом вон флю в первом раунде.
Менифилд встретился с Эдом Херманом 7 августа 2021 года на UFC 265. Он выиграл бой единогласным решением судей.
Бой с Уильямом Найтом по итогу состоялся 4 декабря 2021 года на UFC on ESPN 31. Менифилд проиграл бой единогласным решением судей.
Менифилд должен был встретиться с Николаэ Негумеряну 4 июня 2022 года на UFC Fight Night 207. Однако Негумеряну был снят с мероприятия по неизвестным причинам, и его заменил Аскар Можаров. Менифилд выиграл бой техническим нокаутом в первом раунде.
Менифилд дрался с Мишей Циркуновым 15 октября 2022 года на UFC Fight Night 212. Алонзо выиграл бой нокаутом в первом раунде.
Менифилд встретился с Джимми Крутом 12 февраля 2023 года на UFC 284. После того как Менифилду вычли очки в третьем раунде из-за того, что он схватился за сетку, бой закончился вничью по решению большинства судей.
Менифилд снова дрался с Крутом в матче-реванше 8 июля 2023 года на UFC 290. Он выиграл бой удушающим приёмом гильотина во втором раунде.
Менифилд встретился с Дастином Джейкоби 16 декабря 2023 года на UFC 296. Алонзо выиграл бой единогласным решением судей.
Было объявлено, что Менифилд заменит Доминика Рейеса в предстоящем бою против Карлоса Ульберга на UFC on ESPN 54 30 марта 2024 года. 20 февраля 2024 года было сообщено, что бой был перенесён на UFC on ESPN 56 11 мая 2024 года. Менифилд проиграл нокаутом через 12 секунд после начала первого раунда.
Менифилд встретился с Азаматом Мурзакановым 3 августа 2024 года на UFC on ABC 7. Он проиграл бой нокаутом во втором раунде.
Менифилд должен был встретиться с Умаром Си 22 марта 2025 года на UFC Fight Night 255. Однако Си снялся из-за травмы, поэтому Менифилд вместо этого встретился с новичком промоушена Джулиусом Уокером 22 февраля 2025 года на UFC Fight Night 252. Менифилд победил Уокера раздельным решением судей. Этот бой принес ему премию «Бой вечера».

## Личная жизнь
Менифилд женат и имеет двух сыновей: Алонзо-младшего и Хавьера.

## Титулы и достижения

### Смешанные единоборств
- Ultimate Fighting Championship
  - Обладатель премии «Лучший бой вечера» (один раза) против Джулиуса Уокера
  - Обладатель премии «Выступление вечера» (один раза) Пола Крейга

## Статистика в смешанных единоборствах
| Боёв 23  | Побед 17 | Поражений 5 |
| -------- | -------- | ----------- |
| Нокаутом | 10       | 3           |
| Сдачей   | 3        | 0           |
| Решением | 4        | 2           |
| Ничьи    | 1        | 1           |

| Результат | Рекорд | Соперник            | Способ                   | Турнир                           | Дата            | Раунд | Время | Место                  | Примечание                                                                             |
| --------- | ------ | ------------------- | ------------------------ | -------------------------------- | --------------- | ----- | ----- | ---------------------- | -------------------------------------------------------------------------------------- |
| Победа    | 17-5-1 | Умар Си             | Единогласное решение     | UFC Fight Night: Усман vs. Бакли | 14 июня 2025    | 3     | 5:00  | Атланта, Джорджия, США |                                                                                        |
| Победа    | 16-5-1 | Джулиус Уокер       | Раздельное решение       | UFC Fight Night 252              | 22 февраля 2025 | 3     | 5:00  | Сиэтл, США             | Лучший бой вечера                                                                      |
| Поражение | 15-5-1 | Азамат Мурзаканов   | KO (удары)               | UFC on ABC 7                     | 3 августа 2024  | 2     | 3:18  | Абу-Даби, ОАЭ          |                                                                                        |
| Поражение | 15-4-1 | Карлос Ульберг      | KO (удары)               | UFC on ESPN 56                   | 11 мая 2024     | 1     | 0:12  | Сент-Луис, США         |                                                                                        |
| Победа    | 15-3-1 | Дастин Джейкоби     | Единогласное решение     | UFC 296                          | 16 декабря 2023 | 3     | 5:00  | Лас-Вегас, США         |                                                                                        |
| Победа    | 14-3-1 | Джимми Крут         | Сдача (гильотина)        | UFC 290                          | 8 июля 2023     | 2     | 1:55  | Лас-Вегас, США         |                                                                                        |
| Ничья     | 13-3-1 | Джимми Крут         | Решением большинства     | UFC 284                          | 12 февраля 2023 | 3     | 5:00  | Перт, Австралия        | С Менифилда был снят 1 балл в третьем раунде из-за того, что он хватался за ограждение |
| Победа    | 13-3   | Миша Циркунов       | KO (удары)               | UFC Fight Night 212              | 15 октября 2022 | 1     | 1:28  | Лас-Вегас, США         |                                                                                        |
| Победа    | 12-3   | Аскар Можаров       | TKO (удары локтями)      | UFC Fight Night 207              | 4 июня 2022     | 1     | 4:40  | Лас-Вегас, США         |                                                                                        |
| Поражение | 11-3   | Уильям Найт         | Единогласное решение     | UFC on ESPN 31                   | 4 декабря 2021  | 3     | 5:00  | Лас-Вегас, США         |                                                                                        |
| Победа    | 11-2   | Эд Херман           | Единогласное решение     | UFC 265                          | 7 августа 2021  | 3     | 5:00  | Хьюстон, США           |                                                                                        |
| Победа    | 10-2   | Фабио Черант        | Сдача (удушение вон флю) | UFC 260                          | 27 марта 2021   | 1     | 1:11  | Лас-Вегас, США         | Бой в промежуточном весе Черант провалил взвешивание.                                  |
| Поражение | 9-2    | Овинс Сент-Прё      | KO (удар)                | UFC Fight Night 176              | 5 сентября 2020 | 2     | 4:07  | Лас-Вегас, США         |                                                                                        |
| Поражение | 9-1    | Девин Кларк         | Единогласное решение     | UFC 250                          | 6 июня 2020     | 3     | 5:00  | Лас-Вегас, США         |                                                                                        |
| Победа    | 9-0    | Пол Крейг           | KO (удары)               | UFC on ESPN 3                    | 29 июня 2019    | 1     | 3:19  | Миннеаполис, США       | «Выступление вечера»                                                                   |
| Победа    | 8-0    | Винисиус Морейра    | TKO (удары)              | UFC Fight Night 143              | 19 января 2019  | 1     | 3:56  | Нью-Йорк, США          |                                                                                        |
| Победа    | 7-0    | Дэшон Ботрайт       | TKO (удары)              | Dana White's Contender Series 9  | 12 июня 2018    | 1     | 0:08  | Лас-Вегас, США         | Бой в тяжёлом весе                                                                     |
| Победа    | 6-0    | Брайс Ритани-Коу    | Сдача (удушение сзади)   | LFA 33                           | 6 февраля 2018  | 1     | 2:41  | Даллас, США            |                                                                                        |
| Победа    | 5-0    | Хосе Отавио Ласерда | TKO (удары)              | LFA 28                           | 8 декабря 2017  | 2     | 0:32  | Даллас, США            |                                                                                        |
| Победа    | 4-0    | Дэниел Джолли       | TKO (травма глаза)       | Dana White's Contender Series 3  | 25 июля 2017    | 1     | 5:00  | Лас-Вегас, США         |                                                                                        |
| Победа    | 3-0    | Хаджимурат Бестаев  | TKO (сдача после ударов) | LFA 13                           | 2 июня 2017     | 1     | 4:01  | Бербанк, США           |                                                                                        |
| Победа    | 2-0    | Брок Комбс          | KO (удары)               | RFA 43                           | 9 сентября 2016 | 2     | 0:22  | Брумфилд, США          | Дебют в полутяжёлом весе                                                               |
| Победа    | 1-0    | Зак Росол           | TKO (удары)              | Bellator 146                     | 20 ноября 2015  | 1     | 0:38  | Такервилл, США         | Дебют в тяжёлом весе                                                                   |